# Parafia św. Rocha w Mroczkowie
Parafia św. Rocha w Mroczkowie – parafia rzymskokatolicka usytuowana w Mroczkowie. Należy do dekanatu czarneckiego, który należy z kolei do diecezji radomskiej. 

## Historia
- Mroczków od średniowiecza należał do parafii Odrowąż. Pierwotna kaplica pw. św. Rocha zbudowana została w 1820 jako wotum wdzięczności za ustanie cholery. Była to budowla modrzewiowa, nakryta kopulastym dachem z gontów modrzewiowych, orientowana, wybudowana na planie pierścienia wielobocznego, o konstrukcji zrębowej. W latach 1958–1966 została rozbudowana staraniem ks. Tadeusza Bieganowskiego. W roku 1972 była restaurowana. Parafia została ustanowiona 8 stycznia 1957 przez bp. Jana Kantego Lorka.
- Nowy kościół pw. Matki Bożej Nieustającej Pomocy, według projektu arch. Czesława Szumilasa i Włodzimierza Krupy, zbudowano w latach 1986–1992 staraniem ks. Antoniego Kochanowskiego. Poświęcił go 16 sierpnia 1994 bp. Adam Odzimek. Konsekracji kościoła dokonał bp. Stefan Siczek 10 października 1999. Jest świątynią orientowaną, zbudowaną z cegły czerwonej na planie krzyża, gdzie boczne kaplice tworzą ramiona.

## Terytorium
- Do parafii należą: Barwinek, Górki, Mroczków, Kamionka, Kapturów, Pięty, Płaczków Piechotne, Płaczków, Rędocin, Sobótka, Sołtyków[1].

## Proboszczowie
- 1954–1990 – ks. Tadeusz Bieganowski
- 1990–2014 – ks. kan. Antoni Kochanowski
- 2014 – obecnie ks. Krzysztof Sieczka